# Summer Song Best Collection
『Summer Song Best Collection』（サマー・ソング・ベスト・コレクション）は、1991年6月7日に発売されたオフコース通算26作目の非監修ベスト・アルバム。

## 解説
「愛を止めないで」はベスト・アルバム『SELECTION 1978-81』収録のリミックス・ヴァージョン、「Yes-No」はアルバム『We are』収録のアルバム・ヴァージョン、「YES-YES-YES」はアルバム『I LOVE YOU』収録のアルバム・ミックスで、それぞれ収録されている。

## 収録曲
| 編曲 · 演奏 / オフコース |                    |      |            |                                         |      |
| #                        | タイトル           | 作詞 | 作曲・編曲 |                                         | 時間 |
| 1.                       | 「夏の終り」       |      |            | 作詞 · 作曲：小田和正                   | 3:45 |
| 2.                       | 「潮の香り」       |      |            | 作詞 · 作曲：鈴木康博                   | 3:44 |
| 3.                       | 「眠れぬ夜」       |      |            | 作詞 · 作曲：小田和正                   | 3:16 |
| 4.                       | 「雨よ激しく」     |      |            | 作詞 · 作曲：鈴木康博                   | 3:14 |
| 5.                       | 「YES-YES-YES」    |      |            | 作詞 · 作曲：小田和正                   | 3:49 |
| 6.                       | 「I LOVE YOU」     |      |            | 作詞 · 作曲：小田和正                   | 5:03 |
| 7.                       | 「秋の気配」       |      |            | 作詞 · 作曲：小田和正                   | 3:52 |
| 8.                       | 「夜はふたりで」   |      |            | 作詞：安部光俊、鈴木康博 作曲：鈴木康博 | 4:02 |
| 9.                       | 「海を見つめて」   |      |            | 作詞 · 作曲：鈴木康博                   | 4:07 |
| 10.                      | 「汐風のなかで」   |      |            | 作詞 · 作曲：鈴木康博                   | 3:51 |
| 11.                      | 「Yes-No」         |      |            | 作詞 · 作曲：小田和正                   | 4:34 |
| 12.                      | 「この海に誓って」 |      |            | 作詞：小田和正 作曲：松尾一彦           | 4:55 |
| 13.                      | 「愛の唄」         |      |            | 作詞 · 作曲：小田和正                   | 4:13 |
| 14.                      | 「愛を止めないで」 |      |            | 作詞 · 作曲：小田和正                   | 3:41 |